# ГЕС Ягала-Йоа
ГЕС Ягала-Йоа (ест. Jägala-Joa) — мала гідроелектростанція на півночі Естонії, на річці Ягала. З потужністю лише 2 МВт є найбільшим об'єктом гідроенергетики у цій рівнинній країні (станом на другу половину 2010-х).

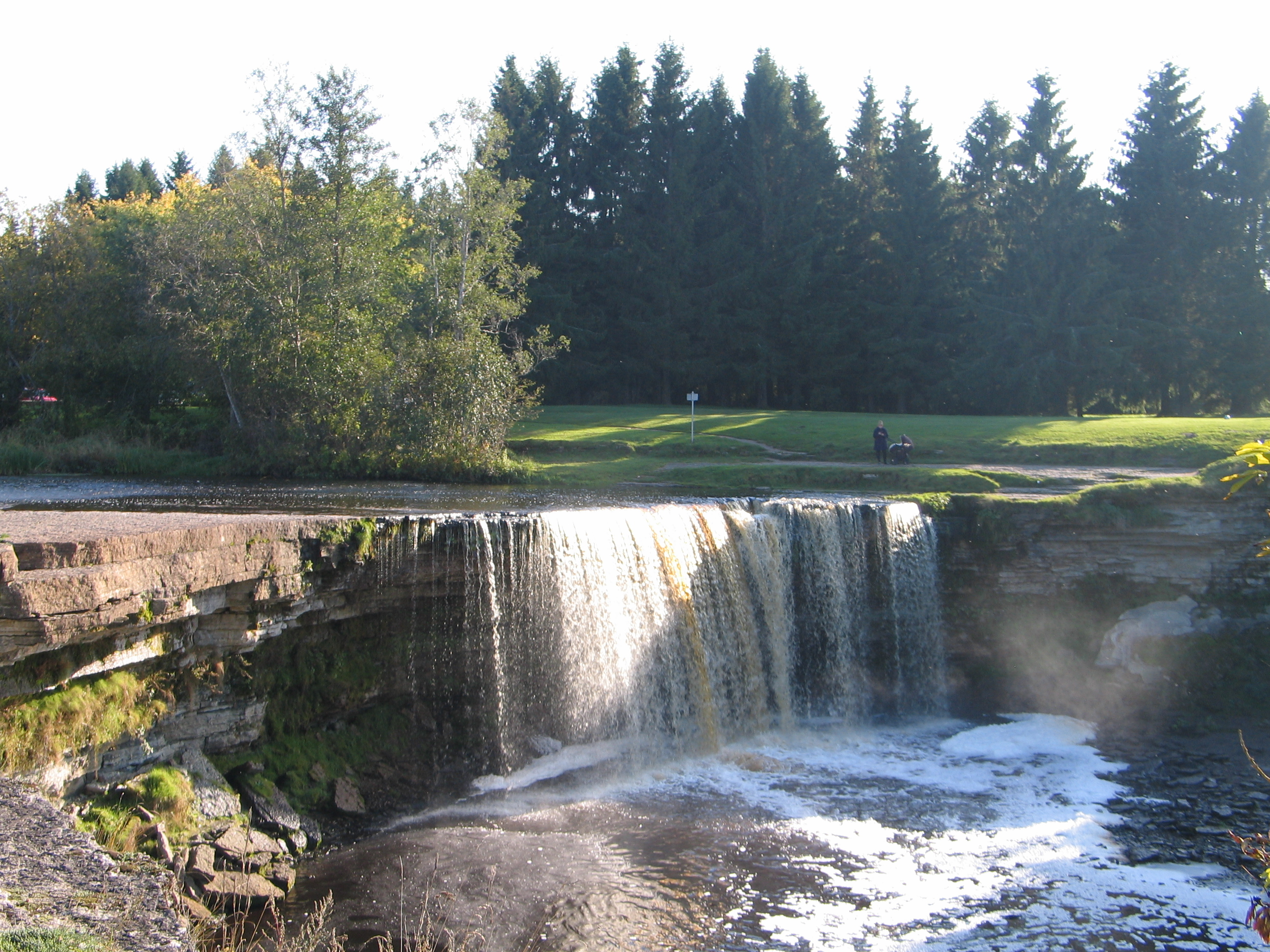
Водоспад Ягала, в обхід якого споруджена дериваційна схема ГЕС

Вище від водоспаду Ягала річку перекриває мурована гребля довжиною 94 метри, яка спрямовує воду у прокладений по правобережжю канал довжиною 850 метрів та шириною 7 м. Він знов виходить до річки нижче за водоспад та через три короткі водоводи живить розміщені у машинному залі турбіни типу Френсіс — дві потужністю по 0,8 МВт та одну з показником 0,378 МВт. При напорі у 17,4 м вони мають забезпечувати виробництво 7,9 млн кВт·год електроенергії на рік.
Видача продукції відбувається до підстанції 110/20 кВ.

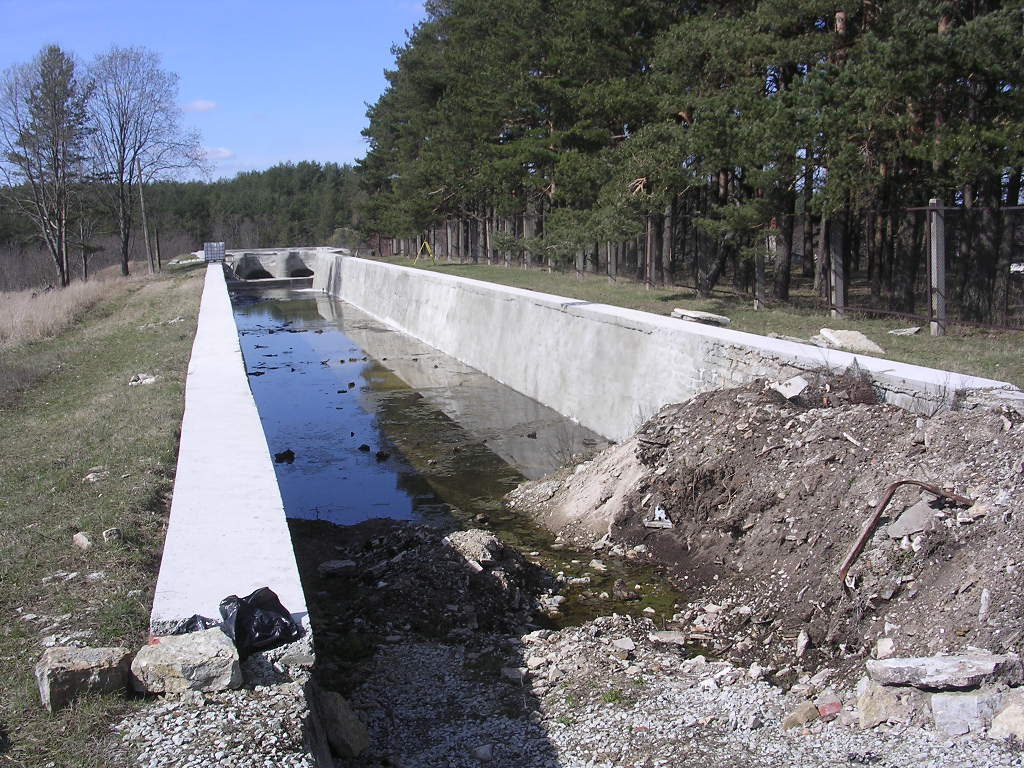
Дериваційний канал

Введена в експлуатацію ще у 1917-му, ГЕС Ягала-Йоа працювала до 1970-х. Через кілька десятиліть, у 2009 році, станція була відновлена та повернена в роботу. Можливо також відзначити, що за кілька кілометрів нижче за течією Ягали працює інша відновлена мала ГЕС Ліннамяе.